# ボーイレッグ

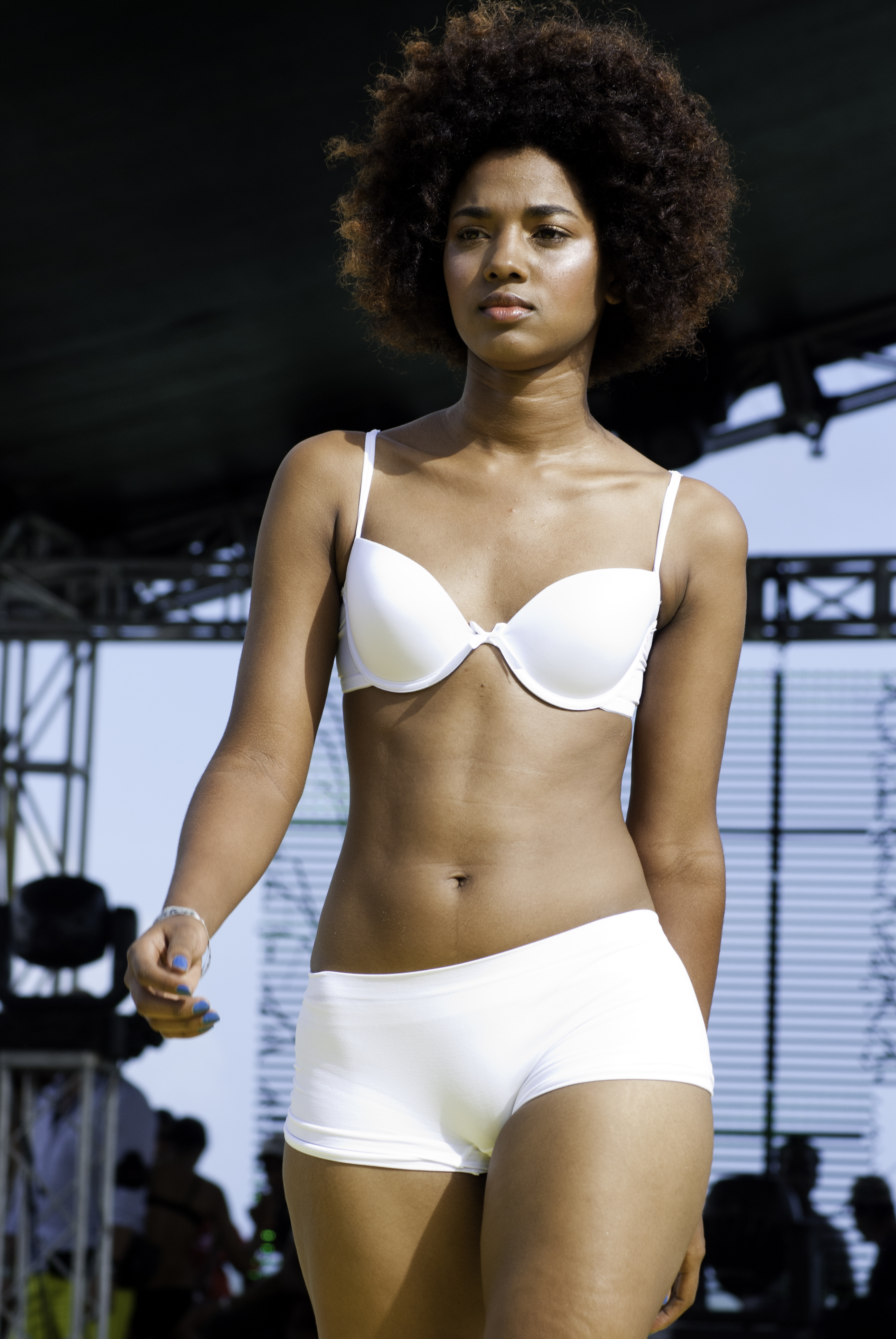
ボーイレッグ

ボーイレッグ（英語: Boyshorts、英語：Boy leg）とは、女性用ショーツ（パンティー）のデザインの一種。脚刳り（あしぐり）が非常に浅く、男性用トランクスのようにほぼ水平にカットされたデザインのものをこう呼ぶ。一分丈ショーツとも称される。広義ではローレグの一種。
ボーイレッグは脚の付け根の締め付けがなく、バックはヒップをすっぽり包み込むラインになっており安定した履き心地であり、肌の露出が少なく保温効果が高いことが特徴である。
補正下着やサニタリーショーツ、水着であればスクール水着などによく見られるデザインである。

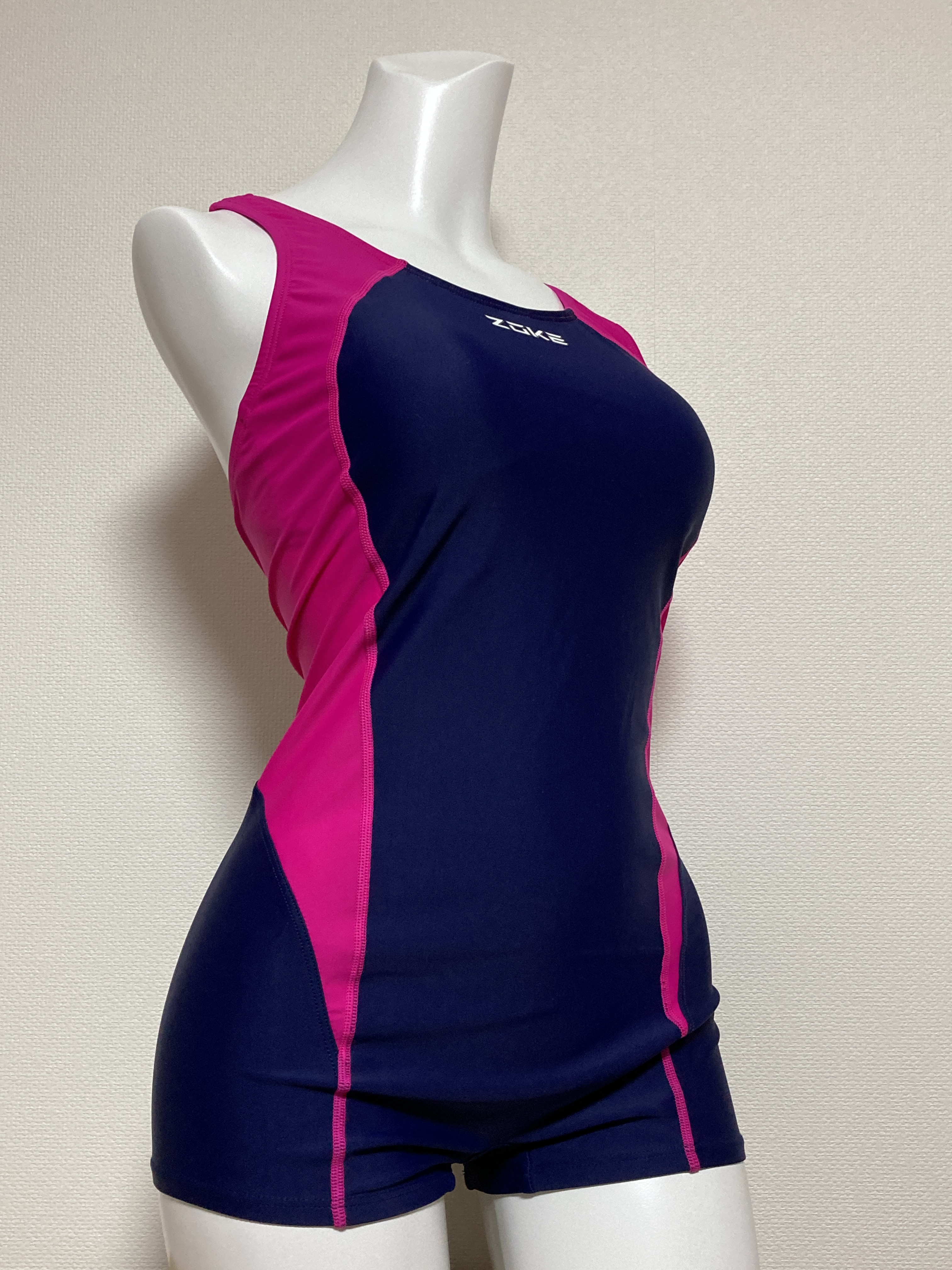
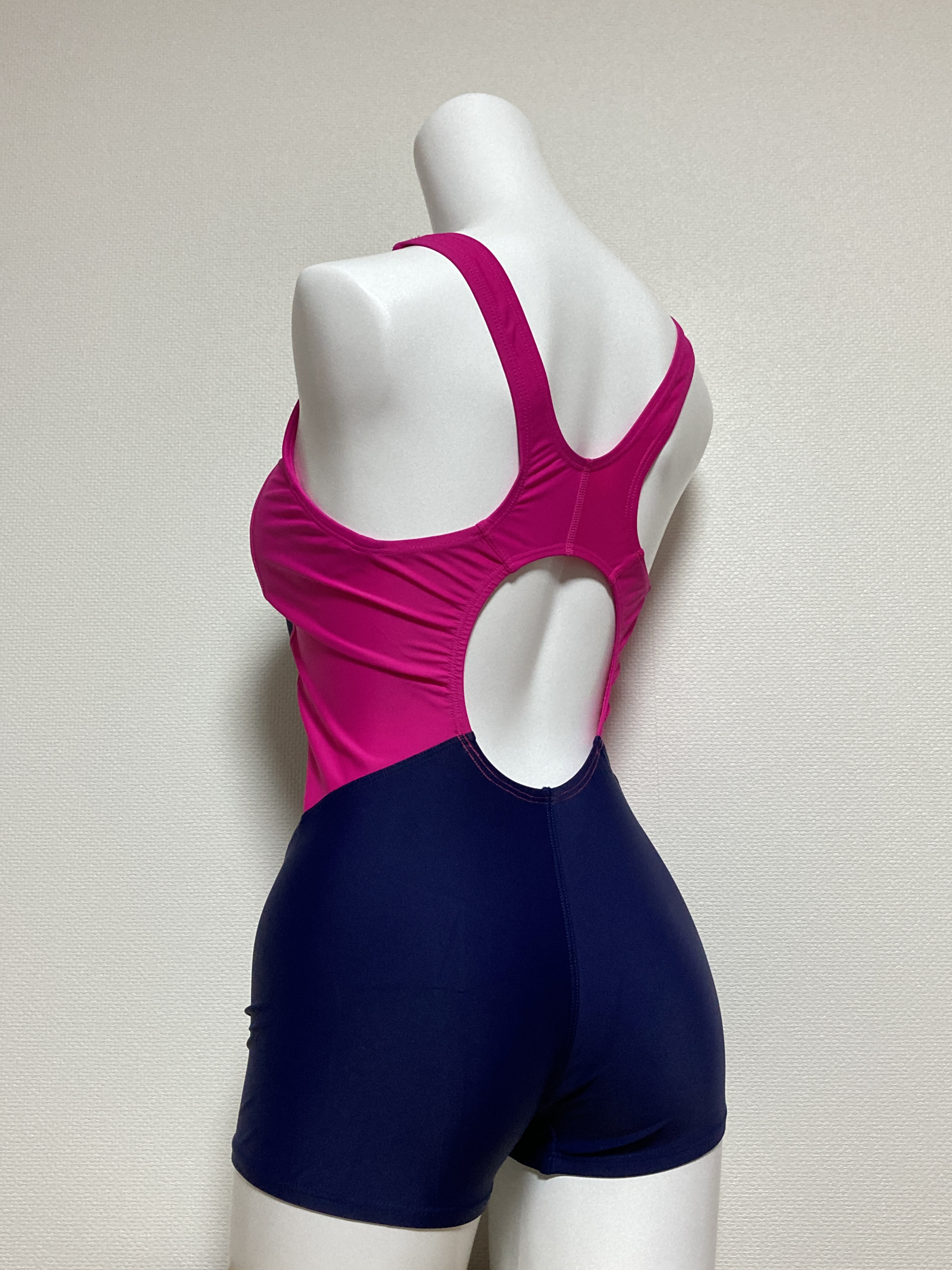